# István Mudin
István Mudin (Hungría, 16 de octubre de 1881-22 de julio de 1918) fue un atleta húngaro, especialista en la prueba de pentatlón en la que llegó a ser campeón olímpico en 1906.

## Carrera deportiva
En los JJ. OO. de Atenas 1906 ganó la medalla de plata en la competición de pentatlón, quedando situado en el podio tras el sueco Hjalmar Mellander (oro) y por delante de otro sueco Eric Lemming (bronce). Además ganó la medalla de bronce en el lanzamiento de disco estilo antiguo, tras el finlandés Verner Järvinen (oro) y el griego Nikolaos Georgantas (plata).